# George August Banker
George August Banker (Pittsburgh, 8 d'agost de 1874 - Filadèlfia, 1 de desembre de 1917) fou un ciclista estatunidenc, que competí entre 1894 i 1898. Es va centrar en el ciclisme en pista, i el 1898 es proclamà Campió del món en velocitat.

## Palmarès
- 1894
  - 1r al Gran Premi de París
- 1895
  - 1r al Gran Premi de l'UVF
- 1898
  -  Campió del Món en Velocitat